# Maintenay
Maintenay é uma comuna francesa na região administrativa de Altos da França, no departamento de Pas-de-Calais. Estende-se por uma área de 12,11 km². Em 2010 a comuna tinha 445 habitantes (densidade: 36,7 hab./km²).